# Baureihe 152
De Baureihe 152 van het Siemens type ES 64 F is een elektrische locomotief bestemd voor het goederenvervoer van de Deutsche Bahn (DB).

## Geschiedenis
In de jaren '90 gaf de Deutsche Bundesbahn aan de industrie opdracht voor de ontwikkeling van nieuwe locomotieven ter vervanging van oudere locomotieven van het type 103, 150, 111, 181.2 en 120. Hierop presenteerde Krauss-Maffei in München-Allach in 1992 het prototype EuroSprinter. Uit dit prototype ontstond een groot aantal varianten.
In 1993 ontving Krauss-Maffei een opdracht voor de bouw van de locomotieven. Siemens Transportation leverde de elektrische installatie. Op 10 december 1996 was de roll-out van locomotief 152 001 in München Allach.
In 2001 werd duidelijk dat de Oostenrijkse spoorbeheerder moeite had met de toelating van dit type locomotief. Hierdoor werd de bouw van de oorspronkelijke 195 locomotieven beperkt tot 170 locomotieven.
De resterende 25 locomotieven werden gelijk aan de ÖBB 1116 gebouwd als 182.
In 2001 werd ook een optie verzilverd voor de bouw van 100 multi-systeem locomotieven als 189.
Daarnaast werden twee locomotieven geleverd aan de leasebedrijf Dispolok. Deze werden in 2005 verkocht aan de onderneming ITL.

### Ongeval
Op 5 december 2000 botste de 152 027 (I) met een goederentrein in Wiera bij Treysa op een stilgevallen Oostenrijkse vrachtwagen. Bij dit ongeval vloog onder meer de locomotief in brand. De schade was dusdanig dat in 2004 een nieuwe locomotief als 152 027 (II) werd afgeleverd.

## Constructie en techniek
De locomotief heeft een stalen frame. De tractie-installatie is uitgerust met draaistroom en heeft driefasige asynchrone motoren in de draaistellen. Iedere motor drijft een as aan.

### Nummers
De locomotieven werden door DB Schenker Rail als volgt genummerd:
| Lijst van de Baureihe 152 |          |                                                 |                                                       |
| Nummer                    | Eigenaar | UIC nummer                                      | Opmerkingen                                           |
| 152 001-4 152 170-7       | DB AG    | 91 80 61 52 001-4 D-DB 91 80 61 52 170-7 D-DB   |                                                       |
| 152 190-5                 | DB AG    | 91 80 61 52 190-5 D-DB                          |                                                       |
| 152 901-5 152 902-3       | ITL      | 91 80 61 52 901-5 D-ITL 91 80 61 52 902-3 D-ITL | ES 64 F 901 - ES 64 F 902                             |
| vervangende locomotieven  |          |                                                 |                                                       |
| 152 027-9 (II)            | DB AG    | 91 80 61 52 027-9 D-DB                          | Loc (II), vervanger voor 152 027-9 (I), bouwjaar 2004 |
| 152 040-2 (II)            | DB AG    | 91 80 61 52 040-2 D-DB                          | Loc (II), vervanger voor 152 040-2 (I), bouwjaar 2005 |

## Treindiensten
De locomotieven worden door DB Schenker Rail ingezet in het goederenvervoer in Duitsland.
In de regio Nürnberg worden deze locomotieven door DB Regio in de spits ook voor het regionaal personenvervoer ingezet.